# 季簡
季简（？—？），是商朝晚期句吴的君主之一，為句吴的第三任君主，承襲父亲仲雍擔任句吴君主。季简死后儿子叔达继位。
| 前任： 仲雍 | 句吴君主 | 繼任： 叔達 |